# گرینویل (تنسی)
گرینویل(به انگلیسی: Greeneville) شهری در ایالت تنسی کشور ایالات متحده آمریکا است که جمعیت آن در سرشماری سال ۲۰۱۰ میلادی، ۱۵٬۰۶۲ نفر بوده‌است.

## نگارخانه

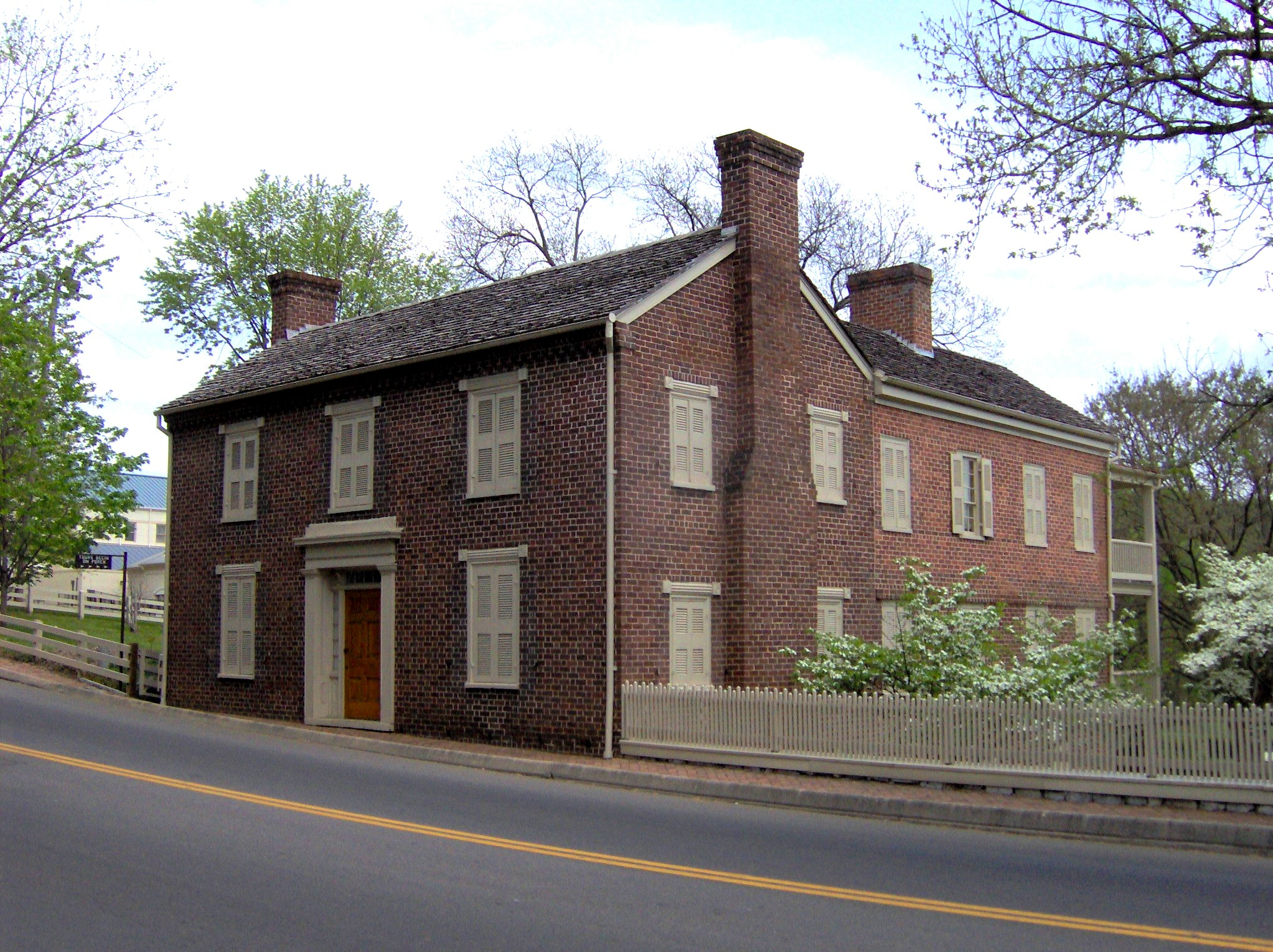
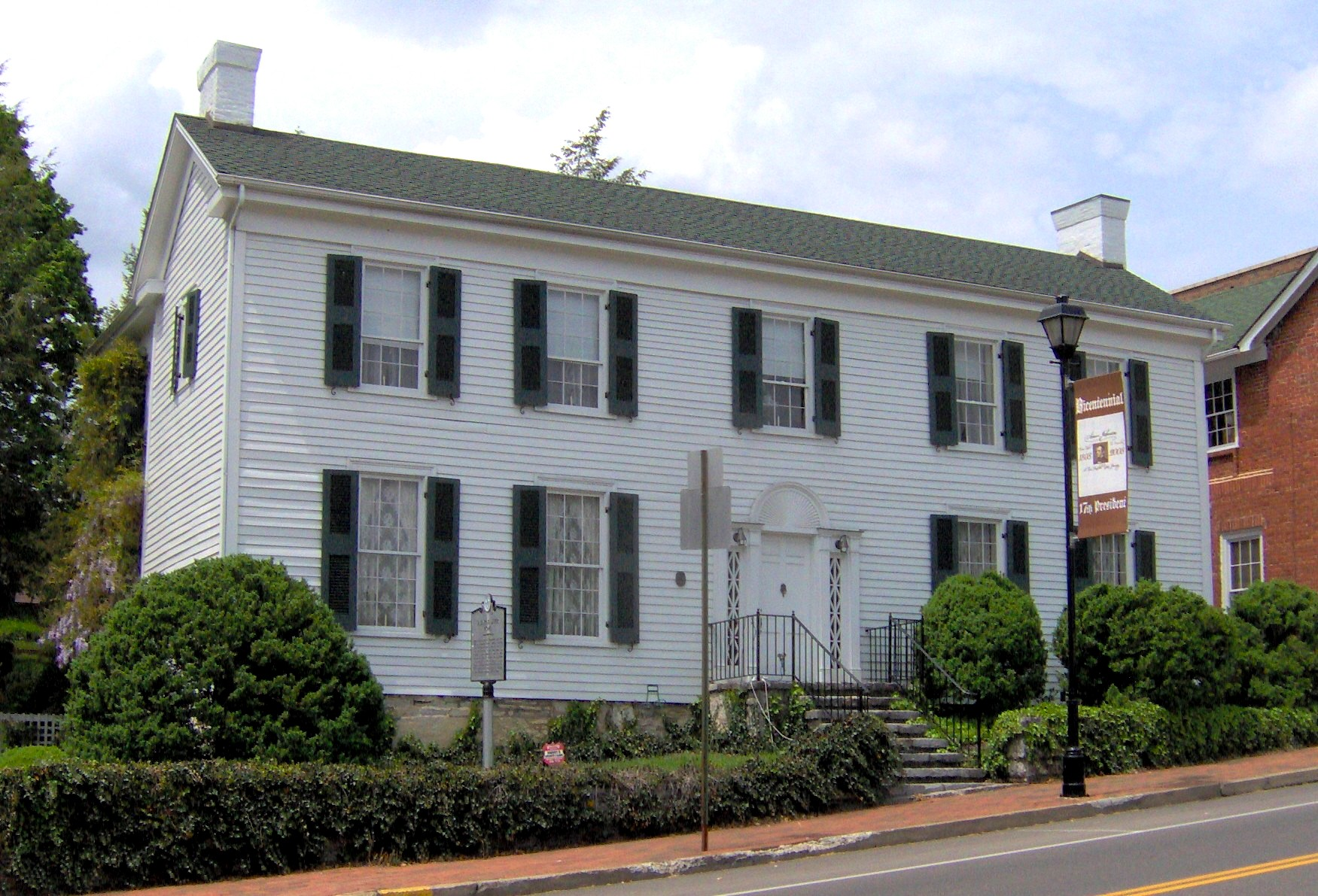
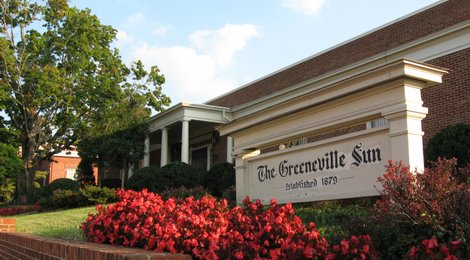
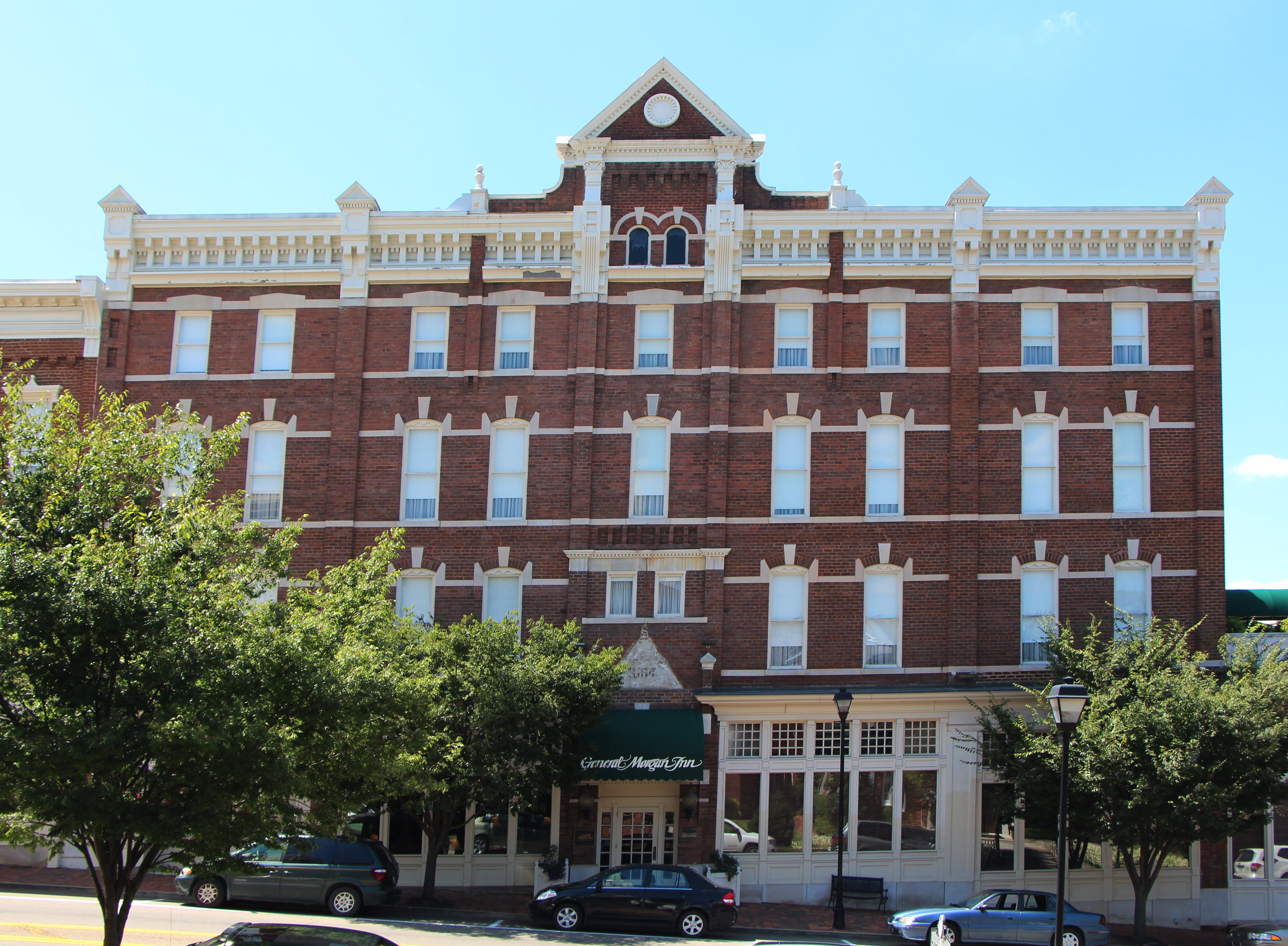
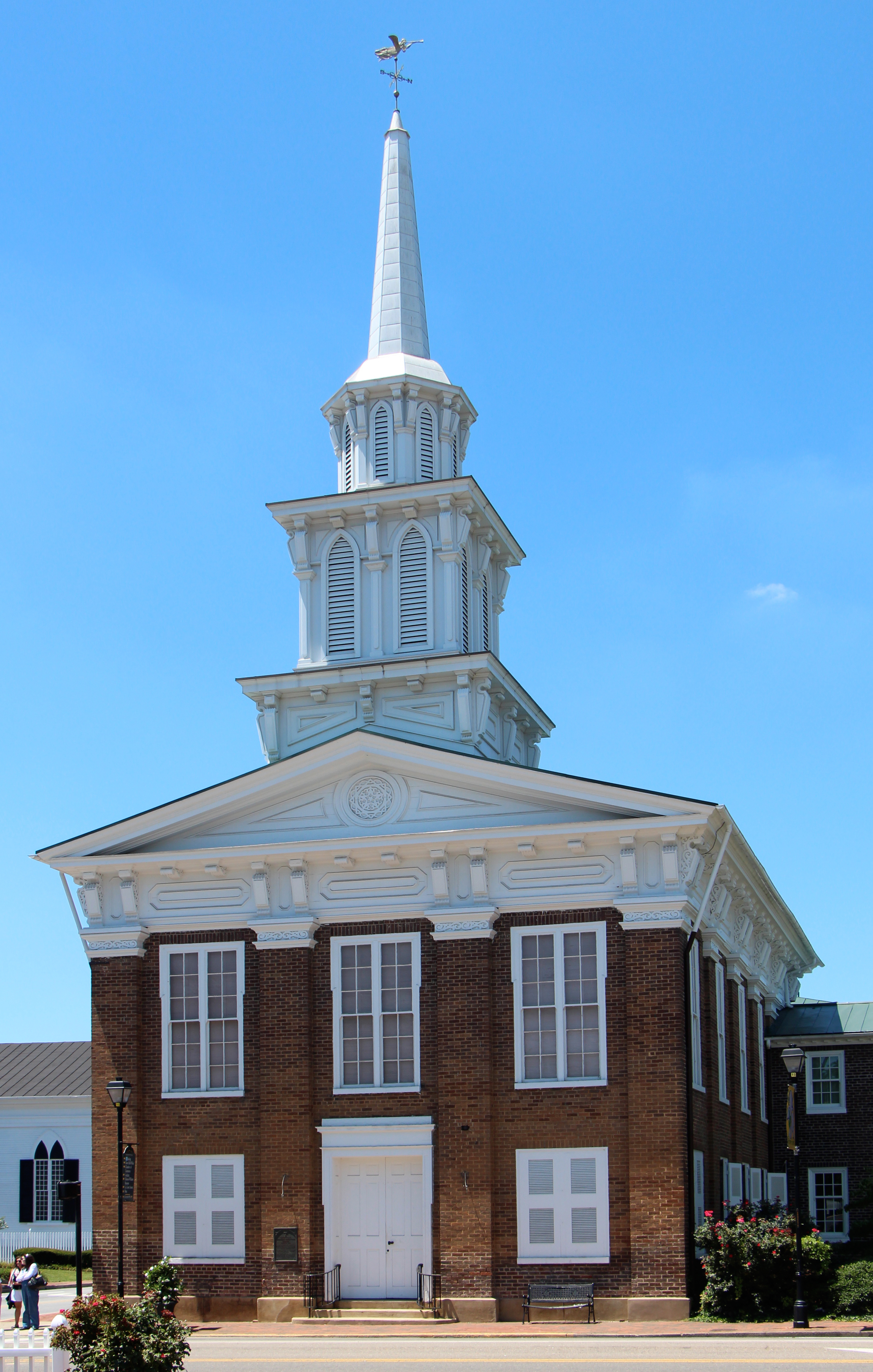
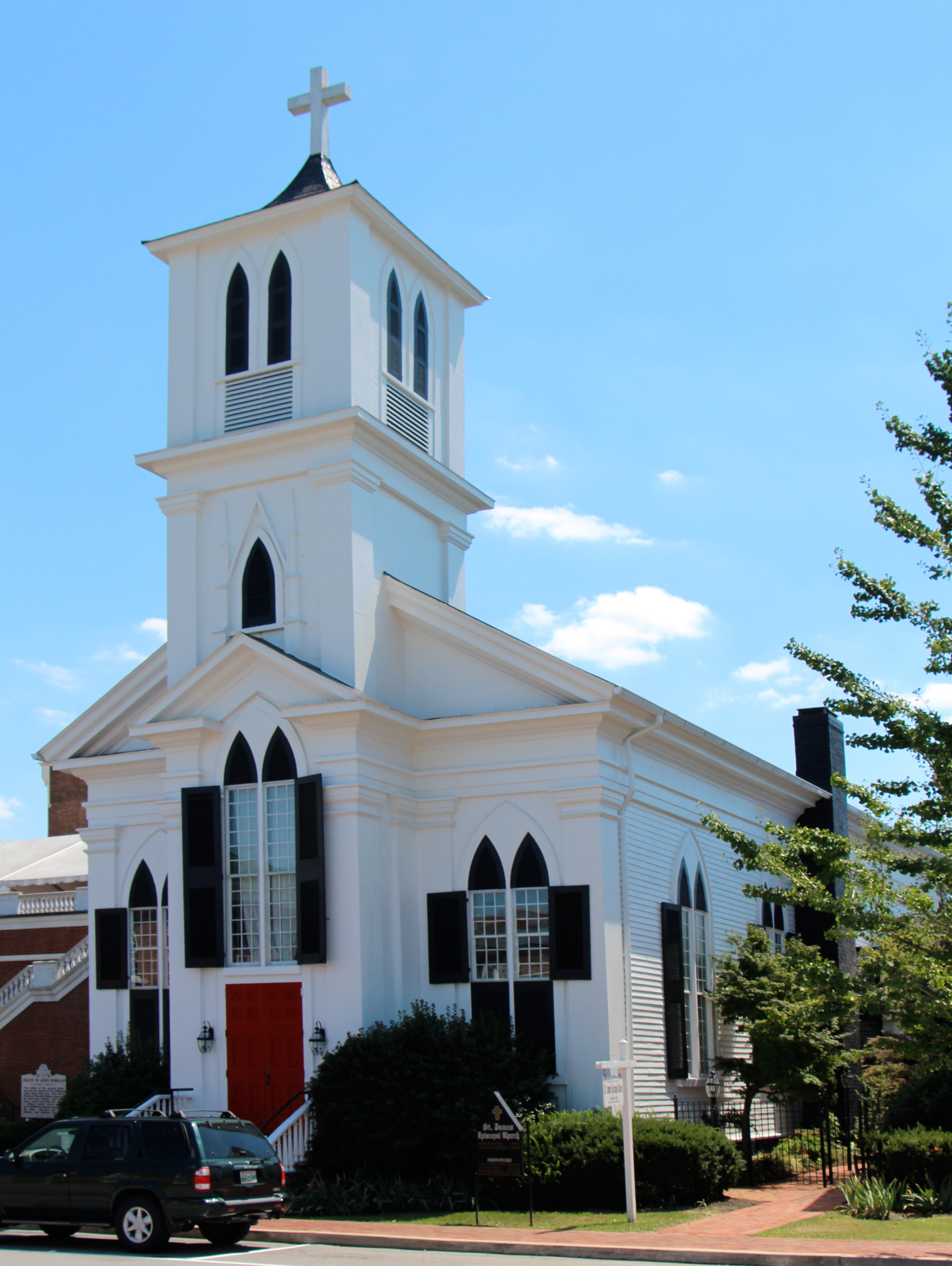
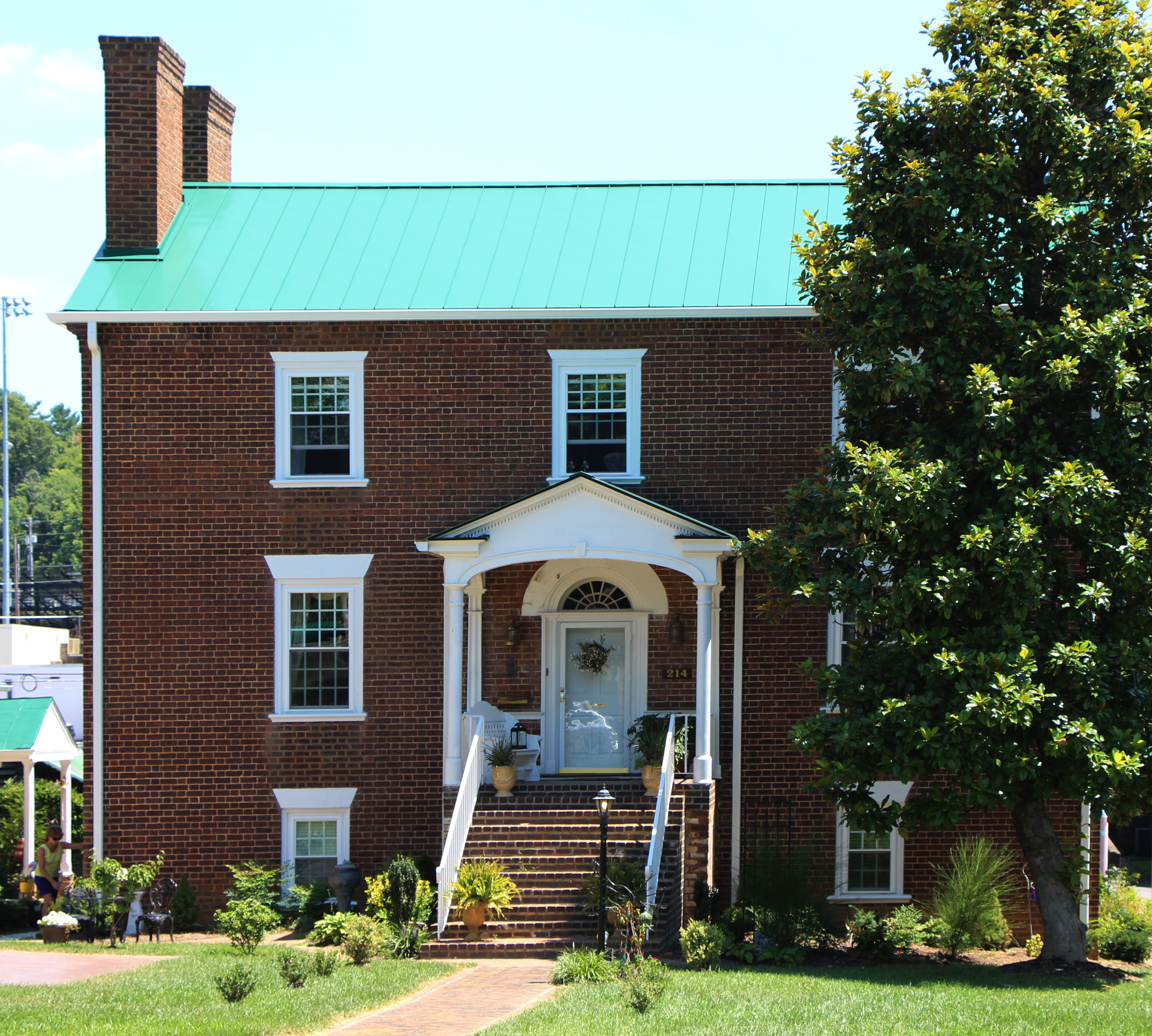
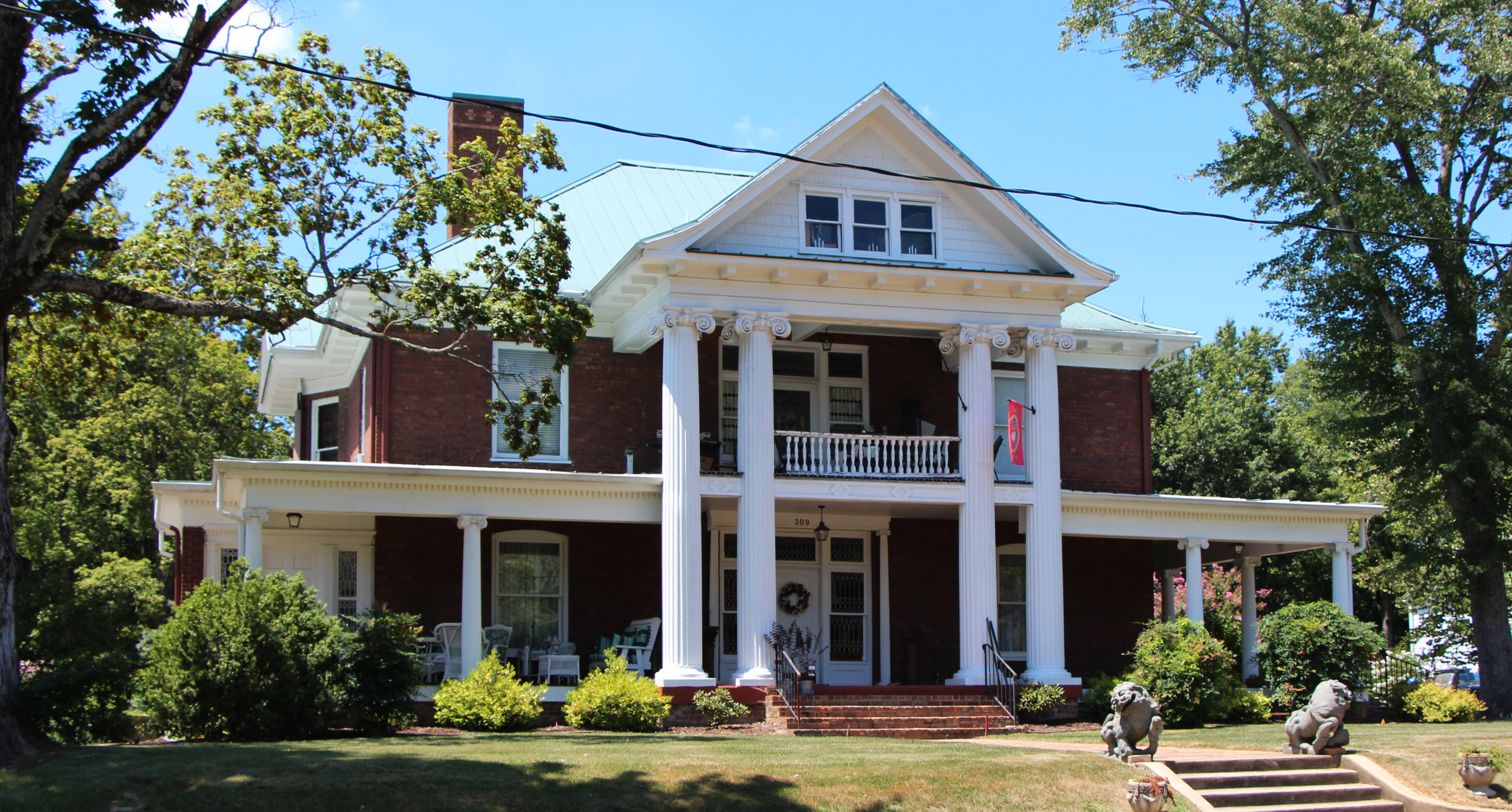
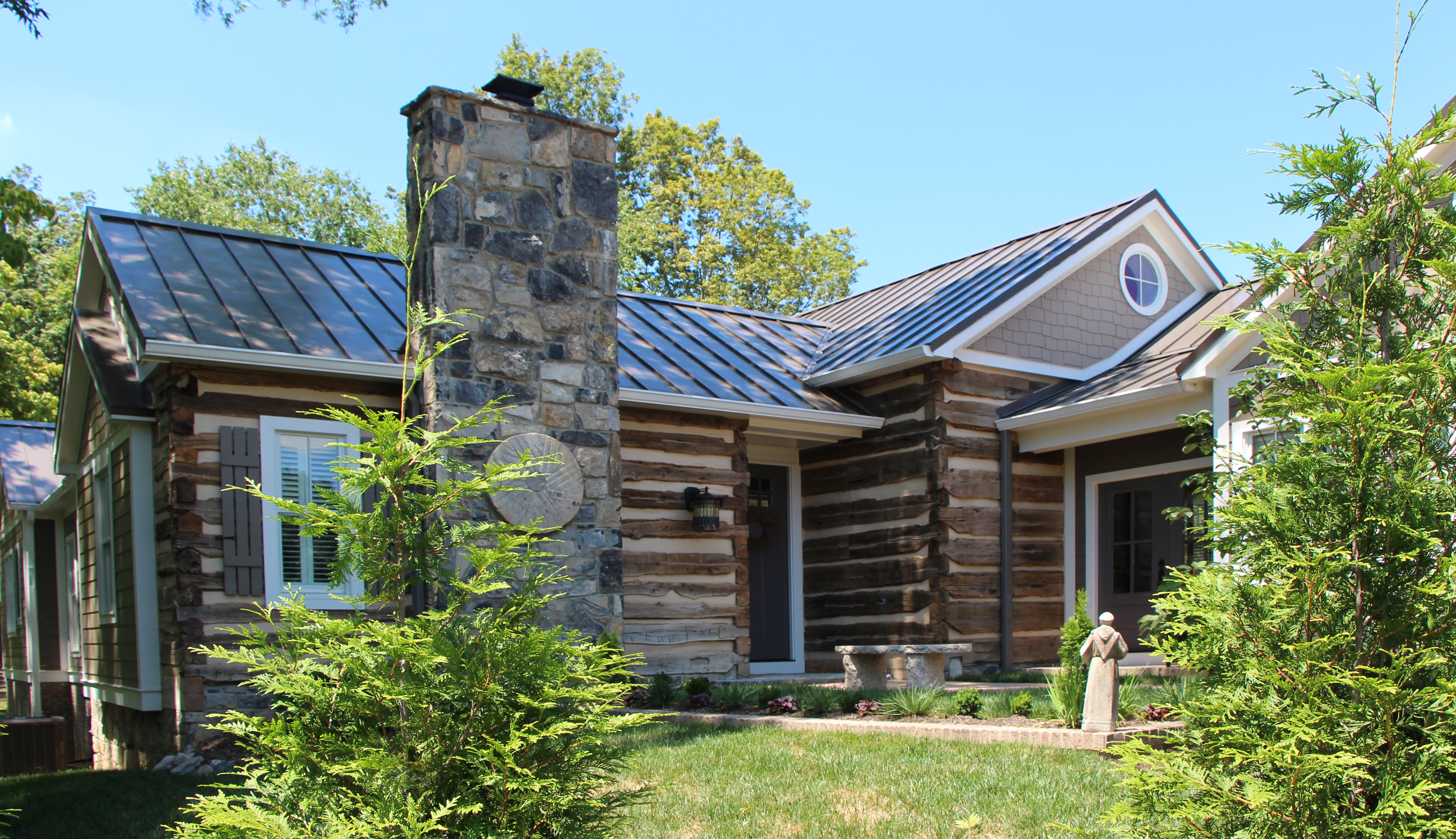
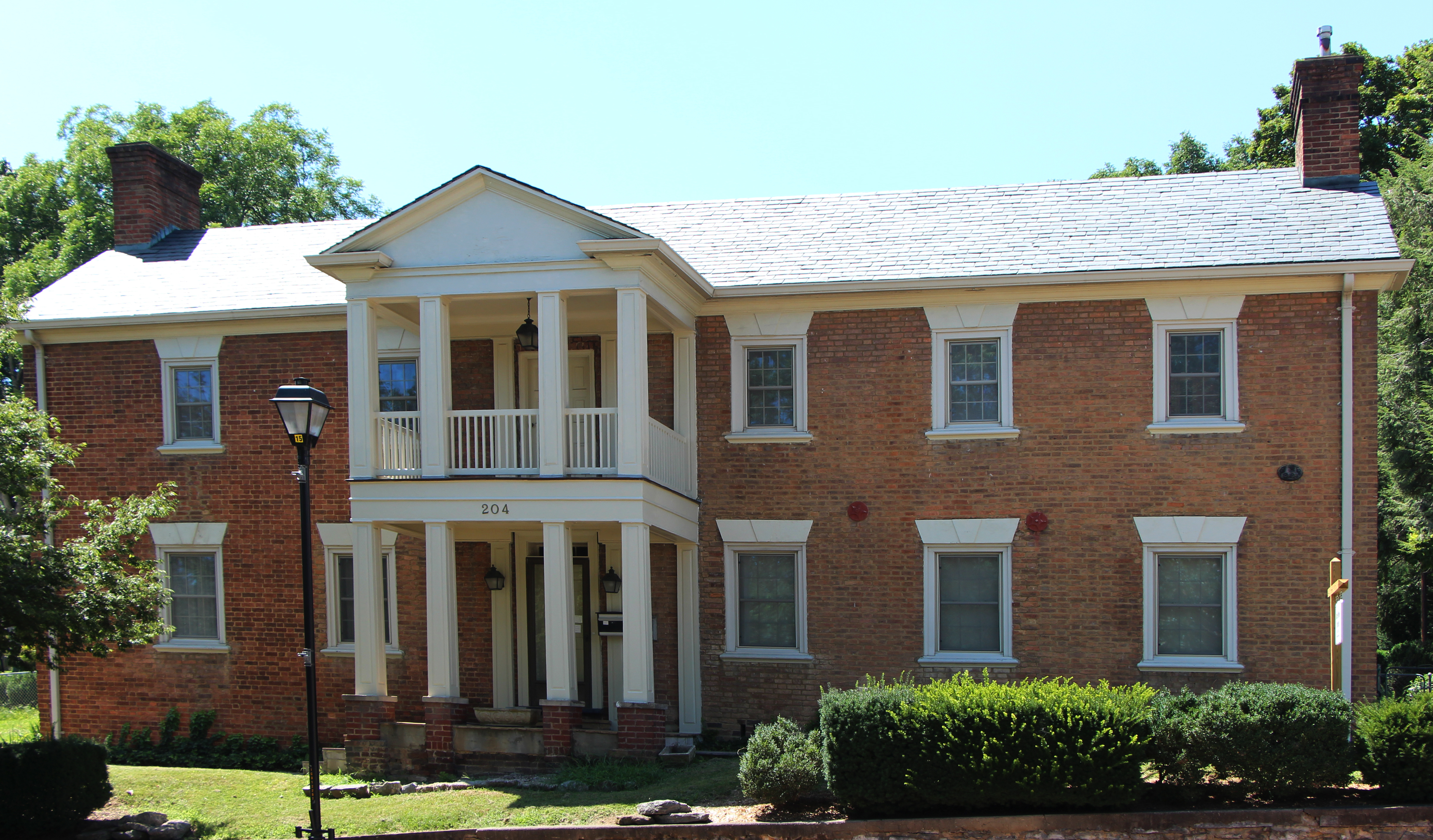
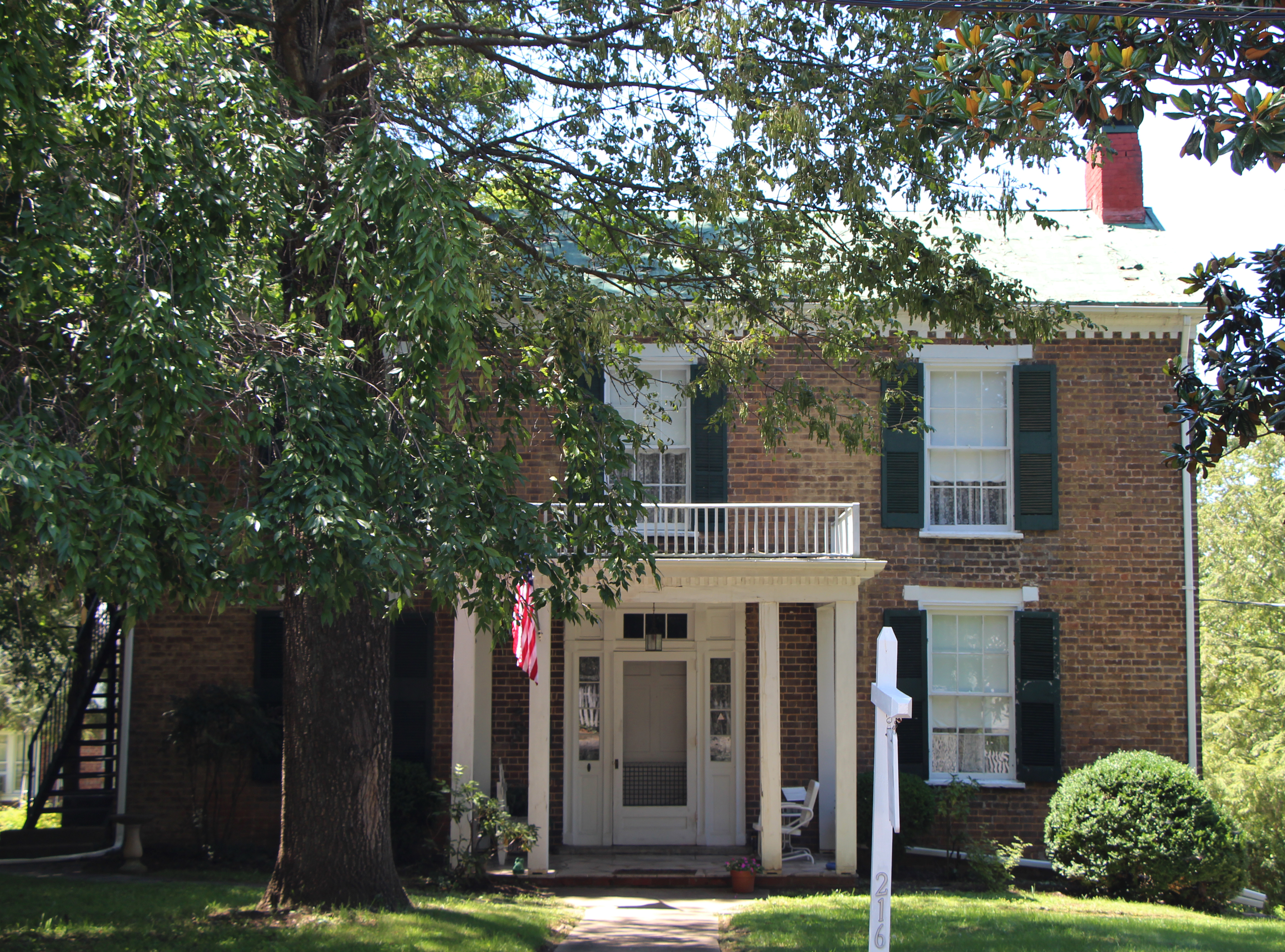
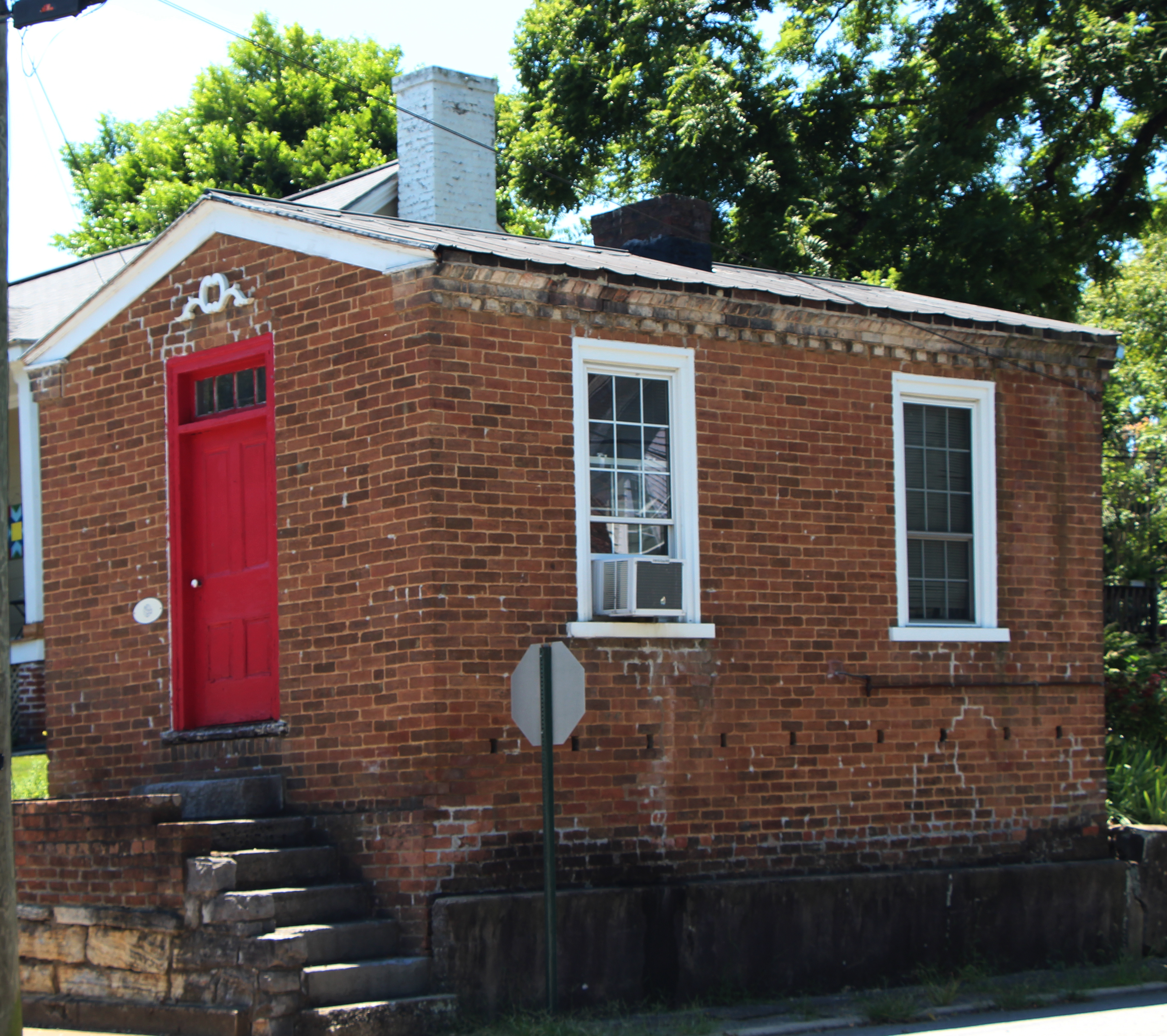
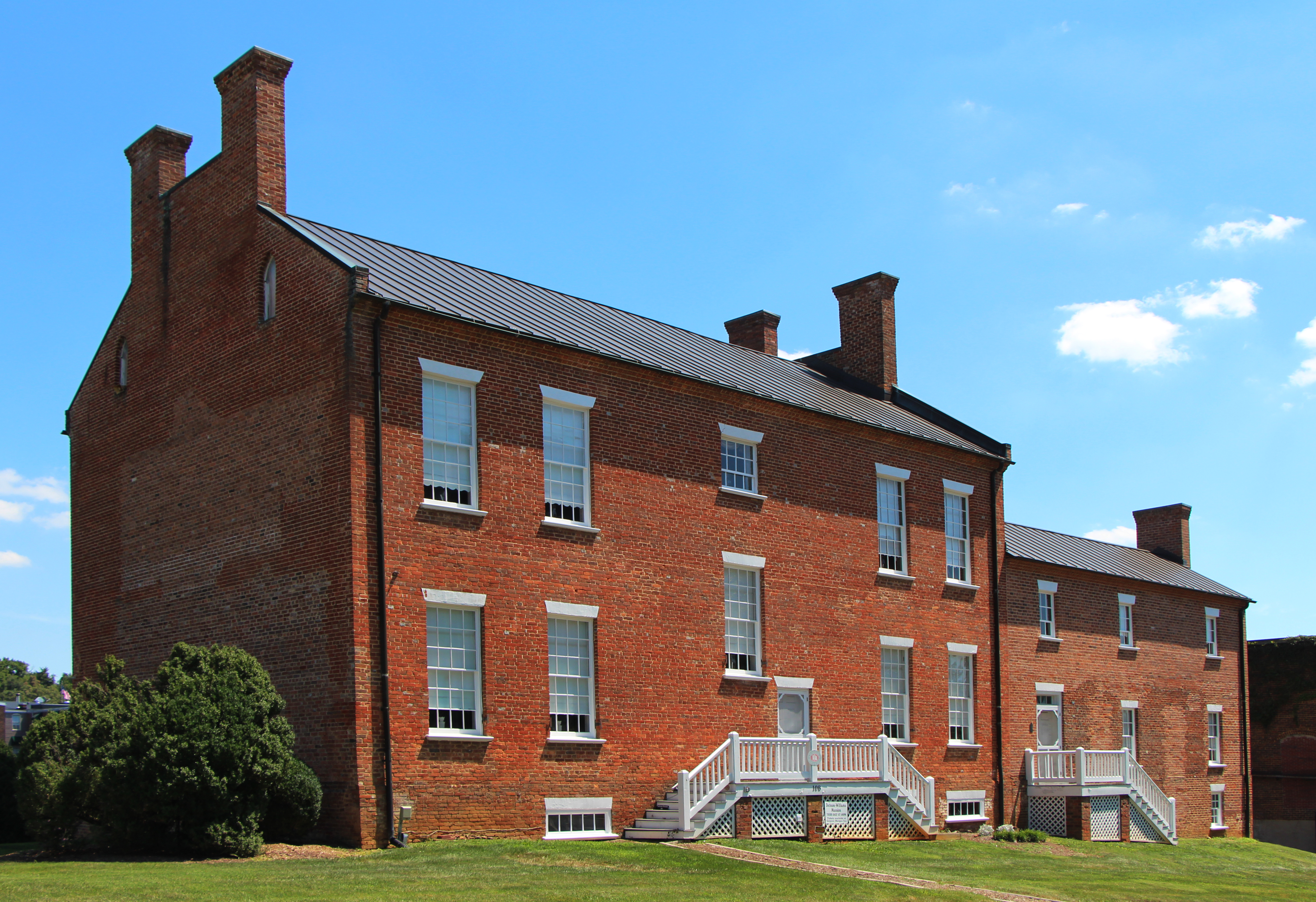